# Goniothalamus sawtehii
Goniothalamus sawtehii este o specie de plante din genul Goniothalamus, familia Annonaceae, descrisă de Cecil Ernest Claude Fischer. Conform Catalogue of Life specia Goniothalamus sawtehii nu are subspecii cunoscute.